# 啮蚀杜鹃
啮蚀杜鹃（学名：Rhododendron erosum）为杜鹃花科杜鹃花属下的一个种。

## 扩展阅读
- 維基物種上的相關：啮蚀杜鹃